# The Phantom Agony (canção)
"The Phantom Agony" é uma canção da banda holandesa de metal sinfônico Epica, lançada como primeiro single do álbum de mesmo nome em 29 de outubro de 2003 através da Transmission Records.

## Composição e produção
A canção é a faixa-título do primeiro álbum da banda, The Phantom Agony. A letra foi escrita pelo guitarrista e vocalista Mark Jansen, e a música foi composta por Jansen, o guitarrista Ad Sluijter e o baixista Yves Huts.
No geral a canção fala a respeito de sonhos e o fato de "que as vezes é difícil descrever se uma memória foi um sonho ou se aconteceu de verdade", e que "sonhos lúcidos permitem controlá-los, criando um novo mundo dentro do desconhecido".
Sua gravação ocorreu entre janeiro e março de 2003 em estúdios da Alemanha.

## Vídeo musical
Em julho de 2003, a banda gravou um vídeo musical para a faixa numa zona rural da Holanda, que foi dirigido por Frank Herrebout, também responsável pela direção do clipe seguinte, "Feint".
No vídeo, a vocalista Simone Simons interpreta uma mulher que é acusada de ser uma bruxa, e por isso é interrogada em uma cadeira de tortura e obrigada a se afogar num lago, técnicas brutais comumente utilizadas na caça às bruxas na Europa no século XVI. A narrativa se mistura com cenas dos outros integrantes da banda tocando.

## Perfomances ao vivo
A faixa foi apresentada ao vivo pela primeira vez no segundo concerto da banda, na cidade de Harderwijk, Holanda em 23 de janeiro de 2003, e desde então tornou-se uma canção regular nos repertórios das turnês. Foi incluída também nos DVDs We Will Take You With Us (2004) e Retrospect (2013), sendo que neste último o grupo incluiu alguns elementos eletrônicos na música e luzes de lasers durante a performance. Uma versão com o vocalista mexicano Rick Loera (The Legion of Hetheria) também foi tocada na Cidade do México em 13 de setembro de 2014, durante a turnê promocional do álbum The Quantum Enigma.

## Faixas
| N.º            | Título                                                  | Letras         | Música                         | Duração |  |
| 1.             | "The Phantom Agony" (versão do single)                  | Mark Jansen    | Yves Huts Jansen Ad Sluijter   | 4:35    |  |
| 2.             | "Veniality"                                             | Simone Simons  | Jansen Janssen Simons Sluijter | 4:36    |  |
| 3.             | "Façade of Reality (The Embrace That Smothers, Part V)" | Jansen         | Jansen Simons Sluijter         | 8:12    |  |
| 4.             | "Veniality" (versão orquestral)                         | Simons         | Jansen Janssen Simons Sluijter | 4:37    |  |
| Duração total: | Duração total:                                          | Duração total: | Duração total:                 | 22:00   |  |

## Créditos

### Banda
- Mark Jansen – guitarra, vocais, arranjos orquestrais
- Ad Sluijter – guitarra
- Coen Janssen – teclado, piano, arranjos orquestrais e do coro
- Yves Huts – baixo
- Simone Simons – vocais
- Jeroen Simons – bateria, percussão

### Músicos convidados
- Amanda Somerville – vocais adicionais, supervisão de letra

### Equipe técnica
- Angelique van Woerkom – fotografia
- Annie Goebel – gravação e edição adicional
- Carsten Drescher – conceito e arte da capa, design
- Hans van Vuuren – produção executiva
- Olaf Reitmeier – gravação, engenharia, edição
- Peter van 't Riet – masterização
- Robert Hunecke-Rizzo – arranjos orquestrais
- Sascha Paeth – gravação, engenharia, mixagem, produção